# Римлянка (фільм)
«Римлянка» («La romana») — італійський драматичний кінофільм 1954 року, знятий режисером Луїджі Дзампою, з Джиною Лоллобриджидою у головній ролі.

## Сюжет
За однойменним романом відомого італійського письменника Альберто Моравіа. Головна героїня Адріана (Джина Лолобриджида) — дуже вродлива, але бідна, і, звісно, чекає на кохання. Мати мріє про кар'єру і багатство для доньки, але життя руйнує всі їхні надії та очікування…

## У ролях
- Джина Лоллобриджида — Адріана
- Даніель Желен — Міно
- Джино Будзанка — Ріккардо
- Франко Фабріці — Джино
- Альберто Ансельмі — роль другого плану
- Раймон Пеллегрен — Астаріта
- Піна Піовані — мати Адріани
- Ксенія Вальдері — Жизелла
- Ада Коланджелі — господиня пансіону
- Джузеппе Аддоббаті — Тулліо
- Джанні Ді Бенедетто — художник
- Ріккардо Гарроне — Джанкарло
- Альдо Васко — квестор
- Жорж Бреа — роль другого плану
- Густаво Джорджі — роль другого плану
- Вінченцо Мілаццо — роль другого плану
- Маріано Боттіно — Томмазо
- Ренато Тонтіні — Карло Сонцоньо

## Знімальна група
- Режисер — Луїджі Дзампа
- Сценаристи — Джорджо Бассані, Енніо Флаяно, Луїджі Дзампа, Альберто Моравіа
- Оператор — Енцо Серафін
- Композитори — Енцо Мазетті, Франко Манніно
- Художник — Флавіо Могеріні
- Продюсери — Діно де Лаурентіс, Карло Понті